# (5745) 1991 AN
Az (5745) 1991 AN a Naprendszer kisbolygóövében található aszteroida. Hioki és Hayakawa fedezte fel 1991. január 9-én.